# Medalha "Por Serviço na Força Aérea"
A Medalha "Por Serviço na Força Aérea" (em russo: Медаль «За службу в Военно-воздушных силах» ; tr. Medalʹ "Za službu v Voenno-vozdushnykh silakh") é uma condecoração departamental criada pelo Ministério da Defesa da Federação Russa, por meio da Ordem nº 240 de 13 de agosto de 2004.

## Estatuto
De acordo com o estatuto, a medalha "Por Serviço na Força Aérea" é concedida a militares por serviço consciente de 20 anos ou mais, desde que tenham recebido o distintivo "Por Mérito" ou um distintivo comemorativo (como o distintivo de peito "Forças de Defesa Aérea do País").
A condecoração também pode ser concedida, em casos excepcionais, a ex-militares da Força Aérea e das Tropas de Defesa Aérea que atendam aos critérios estabelecidos, como forma de reconhecimento por seus serviços.
A concessão é feita por ordem do comandante da Força Aérea.

## Regras de uso
A medalha é usada no lado esquerdo do peito, após a medalha do Ministério da Defesa da Federação Russa "Por Distinção no Serviço Militar" de 1ª classe.

## Descrição
A medalha é feita de metal dourado e tem formato circular, com 32 mm de diâmetro e borda em relevo em ambos os lados.
No anverso ao centro, há uma imagem em relevo de um caça e três mísseis antiaéreos de diferentes modelos em voo, sobre o fundo do contorno de uma antena de radar. Na parte superior, aparece a pequena insígnia das Forças Aéreas em relevo; na parte inferior, um ramo de louro.
No reverso: traz a inscrição em relevo, disposta em três linhas ao centro —  "POR SERVIÇO NA FORÇA AÉREA" (em russo: «ЗА СЛУЖБУ В ВОЕННО-ВОЗДУШНЫХ СИЛАХ» ; "ZA SLUZHBU V VOENNO-VOZDUSHNYKH SILAKH") — e, ao redor, a inscrição “MINISTÉRIO DA DEFESA" (em russo: «МИНИСТЕРСТВО ОБОРОНЫ» ; "MINISTERSTVO OBORONY") na parte superior e "DA FEDERAÇÃO RUSSA" (em russo: «РОССИЙСКОЙ ФЕДЕРАЦИИ» ; "ROSSIYSKOY FEDERATSII") na parte inferior.
A medalha é presa por uma argola a uma base pentagonal forrada com fita de moiré de seda, com 24 mm de largura. Na borda direita há uma faixa laranja de 10 mm, contornada por uma faixa preta de 2 mm; à esquerda, faixas azul-clara e amarela de mesma largura, separadas por uma faixa vermelha de 2 mm.
Os elementos da medalha simbolizam:
- asas com hélice cruzada e canhão antiaéreo — representam a missão principal das Forças Aéreas na defesa de alvos estratégicos da Federação Russa e das Forças Armadas contra ataques aéreos e espaciais, bem como a conquista da superioridade aérea.
- caça, dois mísseis antiaéreos e antena de radar — simbolizam os meios técnicos das tropas das Forças Aéreas e o alto nível de prontidão combativa.
- faixa laranja com borda preta na fita — indica o status da medalha como condecoração institucional do Ministério da Defesa da Federação Russa.
- cores azul e amarela na fita (cores da bandeira das Forças Aéreas), com faixa vermelha ao centro — representam a destinação da medalha ao efetivo das Forças Aéreas e a fidelidade às tradições militares gloriosas.